# Ujung Gunung Cut
Ujung Gunung Cut is een bestuurslaag in het regentschap Aceh Selatan van de provincie Atjeh, Indonesië. Ujung Gunung Cut telt 92 inwoners (volkstelling 2010).